# Liborius Wagner
Liborius Wagner (Mühlhausen, 5 dicembre 1593 – Schonungen, 9 dicembre 1631) è stato un presbitero tedesco, beatificato da papa Paolo VI nel 1974.

## Biografia
Nato in Turingia da una famiglia protestante, studiò presso i gesuiti di Würzburg, sotto l'influenza dei quali si convertì al cattolicesimo e divenne sacerdote.
Cappellano ad Hardheim, cittadina a maggioranza protestante, fu catturato dagli svedesi durante la guerra dei trent'anni: dopo varie torture, venne ucciso e gettato nel fiume Meno.
Il suo corpo venne recuperato dai cattolici e nel 1637 fu inumato nella chiesa parrocchiale di Heidenfeld.

## Il culto
La causa di canonizzazione fu introdotta il 19 novembre 1970.
Il 18 ottobre 1973 papa Paolo VI ne riconobbe l'autenticità del martirio e il 24 marzo 1974 lo proclamò beato.
Il suo elogio si legge nel Martirologio romano al 9 dicembre.